# La Chapelle-Bouëxic

La Chapelle-Bouëxic este o comună în departamentul Ille-et-Vilaine, Franța. În 1 ianuarie 2022 avea o populație de 1.527 de locuitori.